# Gandoman
Gandomān (farsi گندمان) è il capoluogo della circoscrizione omonima dello shahrestān di Borujen, nella provincia di Chahar Mahal e Bakhtiari. 